# 5827 Letunov
Az 5827 Letunov (ideiglenes jelöléssel 1990 VB15) a Naprendszer kisbolygóövében található aszteroida. Ljudmila Ivanovna Csernih fedezte fel 1990. november 15-én.